# خاویر ارناندس (بازیکن فوتبال، زاده ۱۹۶۱)
خاویر ارناندس (اسپانیایی: Javier Hernández‎؛ زادهٔ ۱ اوت ۱۹۶۱) بازیکن فوتبال اهل مکزیک بود.
از باشگاه‌هایی که در آن بازی کرده‌است می‌توان به باشگاه فوتبال رئال ساراگوسا و باشگاه فوتبال والنسیا اشاره کرد.
وی همچنین در تیم ملی فوتبال مکزیک بازی کرده‌است.